# Vertrag von Paris (1515)
Im Vertrag von Paris vom 24. März 1515 wurde eine künftige Verlobung von Karl V., damals Graf von Flandern, mit der Prinzessin Renée von Frankreich geplant. Renée war eine Tochter von König Ludwig XII. und von Anne de Bretagne und zu dieser Zeit gerade vier Jahre alt. Mit der Absichtserklärung sicherte sich Karl das Wohlwollen Franz’ I., seines königlichen Vertragspartners.
Karl war auf Wunsch der niederländischen Generalstaaten am 5. Januar 1515 für volljährig erklärt worden. Ihre guten Beziehungen zur französischen (und auch zur englischen) Krone sollten durch diese in Aussicht genommene Heirat des jungen Grafen von Flandern gestärkt werden. Karl wiederum konnte sich sicher sein, bei seinen künftigen Erbansprüchen auf den Thron von Spanien keine Störmanöver aus Paris gewärtigen zu müssen.
Die Ehe kam später jedoch nicht zustande.